# Connochaetes gnou
El ñu negro o ñu de cola blanca (Connochaetes gnou) es una especie de mamífero artiodáctilo (que quiere decir que sus patas terminan en un número par de dedos) de la familia Bovidae. Es una de las dos especies existentes del género Connochaetes, siendo de tamaño ligeramente menor que la otra especie, el ñu azul (Connochaetes taurinus).
El ñu negro es una especie que proviene del África austral, donde fue exterminada casi por completo. Históricamente, esta especie se distribuyó amplia y abundantemente por su hábitat original, pero su número se redujo drásticamente. En el año 1900, el ñu negro fue llevado al borde de la extinción por la caza y las enfermedades. Los ejemplares supervivientes, que se habían mantenido encerrados en granjas, se multiplicaron tan bien en áreas protegidas, que, en 1975, vivían ya de nuevo en Sudáfrica unos 3500 ñúes de cola blanca. Ha sido reintroducida con éxito en áreas privadas y reservas naturales de Lesoto, Suazilandia, Sudáfrica y Namibia. Esta especie es criada asimismo en algunos parques zoológicos.

## Descripción
Estos animales pesan cerca de 150 kilos y alcanzan una altura de 1,20 m hasta la cruz. La cabeza tiene el hocico grande y los orificios nasales muy separados y peludos. El cuello presenta una larga crin. La cola es blanca, larga y poblada, parecida a la de un caballo. Tanto los machos como las hembras presentan cuernos similares, cuyas bases abultadas casi se tocan en la coronilla. Los cuernos están primero curvados hacia abajo y hacia adelante, y con las puntas casi perpendicularmente dobladas hacia arriba. La región pélvica sobresale claramente de la cadera. El suave pelaje es de color castaño oscuro. Sobre el dorso del morro se encuentran cepillos de pelos tiesos. Desde la nuca hasta la cruz aparece una erecta crin blanca y negra. Del pecho cuelga una barba negra.  

## Hábitat
El ñu vive en llanuras, en algunos prados, sabanas herbosas y con zarzas.

## Forma de vida
Esta especie es sedentaria. Los rebaños comprenden 20-30 animales. Los jóvenes y machos que no poseen un territorio constituyen manadas propias. Antes, el ñu de cola blanca vivía junto con cuagas y avestruces. Típicos movimientos del ñu de cola blanca son los ostensibles golpes de cola y saltos del macho. Su voz es un resoplido. La llamada de dominancia suena como "ge-nu". Leones, leopardos, hienas y perros salvajes africanos fueron en otros tiempos sus enemigos. Los chacales atacan las crías del ñu.

## Reproducción
Los machos entran en celo en febrero-marzo. El tiempo de gestación de las hembras es de 240-255 días. La cría puede seguir ya a la madre poco después del parto.

## Alimentación
El ñu de cola blanca se apoya al pastar sobre las muñecas y pace así la hierba. Además, come follaje de los matorrales del Karoo y plantas suculentas. Bebe agua diariamente.